# Рихштайн (замок)
Рихштайн (нем. Richstein) — утраченный замок в пределах современной территории города Бад-Берлебург (Северный Рейн-Вестфалия, Германия).

## Географическое положение
Замок Рихштайн располагался на высоком холме (480 м. абс. высоты) над западной окраиной поселения Рихштайн в долине естественного водотока Рихштайтбах, рядом с современной границей земли Гессен. С западной стороны этот холм (под названием Бург) окружает долина водотока Лютцельбах.

## История
Замок на вершине холма, вероятно, был построен только во второй половине XIV века. Впервые упоминается в документе 1384 года. В том же году ландграф Герман II Гессенский передал замок в феодальное владение графу Иоганну I Сайн-Витгенштейну (1384-1427). Феодальные отношения переутверждались в 1416, 1427 и 1490 годах.
У графов Сайн-Витгенштейнов с 1415 года в замке располагалась властная администрация. В 1502 году граф Вильгельм Старший фон Сайн-Витгенштейн (1494–1568) передал замок своей жене Йоханнетте фон Изенбург.
После того, как замок пришел в негодность с военной точки зрения, со второй половины XVI века он уже не восстанавливался. Сегодня от бывшего замкового комплекса видны лишь небольшие остатки фундамента.

## Печатные издания
- Jens Friedhoff: Sauerland und Siegerland. Theiss Burgenführer. Herausgegeben von Joachim Zeune. Theiss, Stuttgart 2002, ISBN 3-8062-1706-8, S. 120. (нем.)
- Handbuch der historischen Stätten, Band III, ISBN 978-3-520-27303-1. (нем.)